# کاسو مارزو
کاسو مارزو (ت.ت. 'rotten/putrid cheese' پنیر گندیده/ پوسیده »)، یک پنیر سنتی گوسفند ساردینی است که حاوی لارو کرم حشرات زنده است.
کاسو مارزو از پنیر پکورینو مشتق شده که فراتر از تخمیر معمولی به مرحله تجزیه می‌رسد، که این عمل توسط فرایند گوارشی لارو مگس پنیر ایجاد می‌شود. این لاروها عمداً به پنیر افزوده می‌شوند و تخمیر و تجزیه چربی‌های پنیر را به سطح پیشرفته‌ای ارتقا می‌دهند. در نتیجه بافت پنیر بسیار نرم می‌شود و مقداری مایع (به نام làgrima که در زبان ساردینی نامیده می‌شود و به معنی «قطره اشک» است) بیرون می‌زند. خود لاروها به صورت کرم‌های سفید شفاف له طول تقریباً ۸ میلیمتر (۰٫۳۱ اینچ) ظاهر می‌شوند.
در هنگام مصرف، احتمالاً لاروها می‌توانند در روده زنده بمانند و باعث میازیس روده‌ای شوند. با این حال، هیچ موردی به این پنیر مرتبط نشده است. علاوه بر این، این لاروها می‌توانند حامل میکروارگانیسم‌های مضر باشند که ممکن است منجر به عفونت شود. با توجه به این خطرات، مقامات ایتالیایی فروش این پنیر را ممنوع کرده و آن را خطرناک می‌دانند. در نتیجه، فروش آن در سراسر اتحادیه اروپا نیز ممنوع است، زیرا مقررات ایمنی غذایی اروپا الزام می‌کند که فقط مواد غذایی ایمن برای مصرف می‌توانند بفروش برسند.
انواع این پنیر در کورس فرانسه نیز وجود دارد که به آن casgiu merzu می‌گویند. به ویژه در برخی از روستاهای کرس جنوبی مانند سارتنه تولید می‌شود.

## تخمیر
کاسو مارزو با گذاشتن پنیرهای پکورینو در فضای باز و برداشتن قسمتی از پوست آن تولید می‌شود تا مگس پنیر بتواند در آن تخم‌گذاری کند. یک مگس پنیر ماده می‌تواند بیش از ۵۰۰ تخم در یک زمان بگذارد. لاروها از تخم‌ها سر درآورده و شروع به خوردن پنیر می‌کنند. اسید حاصل از دستگاه گوارش لاروها، چربی‌های پنیر را تجزیه می‌کند، و باعث نرمی زیاد بافت پنیر می‌شود. تا زمانی که برای مصرف آماده شود، یک کاسو مارزوی معمولی حاوی هزاران عدد از این حشره خواهد بود. اگر پکورینو از شیر جمع‌آوری شده در اواخر ژوئن تهیه شود، به دلیل تأثیرات چرخه تولیدمثلی گوسفندان بر شیردهی آنها، بسیار مطلوب‌تر خواهد بود. سنت‌های تخمیر محلی، کاسو مارزوی با کیفیت بالاتر را با قرار گرفتن در معرض باد گرم سیروکو مرتبط می‌سازد، که تصور می‌شود علاوه بر نرم کردن پنیر، لارو را به فعالیت بیشتر وامی‌دارد. فرایند کلی تخمیر در مجموع سه ماه طول می‌کشد.

## مصرف
کاسو مارزو توسط علاقه مندان ساردینیایی به عنوان غذای ناامن در هنگام مرگ انگل‌های پنیر در نظر گرفته می‌شود. به همین دلیل، معمولاً فقط پنیری خورده می‌شود که حشره‌ها هنوز در آن زنده هستند، اگرچه پنیرهایی که در یخچال نگهداری می‌شوند نیز مورد پذیرش هستند که در آنها حشره‌ها نیز به سرعت از بین می‌روند. برخی از مصرف‌کنندگان این پنیر ترجیح می‌دهند که انگل‌ها را نخورند. کسانی که تمایلی به خوردن حشره‌ها ندارند، پنیر را در یک کیسه کاغذی در بسته قرار می‌دهند. لارو حشره‌ها که دچار کمبود اکسیژن شده‌اند، پیچ و تاب می‌خورند و در کیسه می‌پرند و صدایی «پاتر پتر» ایجاد می‌کنند. وقتی صداها فروکش کرد، لارو حشره‌ها مرده‌اند و پنیر را می‌توان مصرف کرد. روش‌های مدرن نگهداری، عمر ماندگاری پنیر را به چندین سال افزایش داده‌اند، در حالی که قبلاً به جز اواخر تابستان و اوایل پاییز این امر امکان‌پذیر نبود.
هنگامی که پنیر به اندازه کافی تخمیر شد، اغلب به نوارهای نازک بریده می‌شود و روی نان صاف ساردینیایی (پنه کاراساو) مرطوب شده مالیده می‌شود تا با شراب قرمز قویی مانند کانوناو سرو شود. این طعم به‌عنوان قوی، با نت‌های مدیترانه‌ای، روستایی و تند توصیف می‌شود. پس‌مزه آن به اندازه ای قوی است که می‌تواند ساعت‌ها بعد از صرف یک وعده در دهان باقی بماند. از آنجایی که لاروهای موجود در پنیر می‌توانند به فاصله ۱۵ سانتی‌متری (۶ اینچ) پرتاب شوند، مدعوین دست‌های خود را بالای ساندویچ نگه می‌دارند تا از جهش حشره‌ها جلوگیری کنند.

## نگرانی‌های بهداشتی
این امکان وجود دارد که لاروها از اسید معده جان سالم به در ببرند و در روده باقی بمانند که منجر به وضعیتی به نام میازیس می‌شود. موارد مستندی از ابتلا به میازیس با مگس پنیر وجود دارد، اگرچه گزارش سی‌ان‌ان ادعا می‌کند که چنین مواردی با کاسو مارزو مرتبط نبوده است. لاروها همچنین ممکن است حامل میکروارگانیسم‌های مضری باشند که می‌توانند باعث عفونت شوند.
همکاری بین دامداران و محققان دانشگاه ساساری در سال ۲۰۰۵ منجر به ابداع یک روش بهداشتی تولید شد که هدف آن کسب اجازه قانونی برای فروش پنیر بود.
به دلیل فرایند تخمیر آن، در رکوردهای جهانی گینس در سال ۲۰۰۹ کاسو مارزو به عنوان خطرناک‌ترین پنیر جهان ثبت گردید.